# 큰드워프땃쥐
큰드워프땃쥐(Suncus lixus)는 땃쥐과의 포유류이다. 앙골라, 보츠와나, 콩고민주공화국, 케냐, 말라위, 나미비아, 탄자니아, 잠비아 그리고 짐바브웨에서 발견된다. 자연 서식지는 아열대 또는 열대 기후 지역의 건조림과 건조 사바나이다.